# Claritromicina
La claritromicina è un composto organico della famiglia dei macrolidi di formula chimica C38H69NO13. Si tratta di un antibiotico macrolide semi-sintetico, derivato dell'eritromicina impiegato nel trattamento di diverse infezioni di origine batterica.

## Caratteristiche strutturali e fisiche
A temperatura ambiente si presenta sotto forma di solido cristallino di colore tra il bianco e il bianco sporco. Le pillole comunemente reperibili in commercio hanno un colore giallo cromo, dovuto alla polverizzazione finissima del farmaco.
Si tratta di un composto alifatico eteromonociclico con 18 stereocentri, 4 donatori e 14 accettori di legami a idrogeno. La massa monoisotopica del composto è pari a 747.47689126 g/mol, l'area superficiale accessibile risulta pari a 183 Å² e gli atomi pesanti sono 52. Il potere rotatorio della molecola è pari a -90,4 gradi a °C/D.
Se riscaldato emette fumi tossici contenenti ossidi di azoto. Il composto risulta stabili a pH acido.

## Reattività e caratteristiche chimiche
Il composto risulta praticamente insolubile in acqua, solubile in acetone, parzialmente solubile in metanolo, etanolo e acetonitrile. Il composto si idrolizza a pH compresi tra 5 e 9.
Lo spettro UV  in CHCl3 mostra un picco a 240 nm e uno a 288 nm, mentre lo spettro UV in metanolo mostra un picco a 211 nm e uno 288 nm.

## Farmacologia e tossicologia
Viene somministrato per via orale sotto forma di compresse (250 mg o 500 mg), a lento o lungo rilascio, e granuli per sospensione orale (125 mg o 250 mg).

### Farmacocinetica
Il composto viene rapidamente assorbito dal tratto gastrointestinale dopo somministrazione orale. L'assunzione di cibo può determinare un ritardo nell'assorbimento, aumenta il Tmax di circa il 24%, ma non ha alcun effetto sulla biodisponibilità del composto né influenza la formazione e il Tmax del metabolita attivo benché ne possa ridurre la quantità.
Il composto e il suo metabolita vengono distribuiti facilmente ai tessuti (tessuto polmonare, tonsille, mucosa nasale) e ai fluidi corporei (saliva, espettorato, fluido dell'orecchio medio) raggiungendo concentrazioni superiori nei primi dovute all'alta concentrazione intracellulare. Non esistono evidenze della loro presenza nel liquido cerebrospinale.
La biodisponibilità del composto dopo somministrazione orale è pari al 50%. Ha un'emivita di circa 3-4 ore e un Tmax di 2-3 ore.
La claritrominicina viene metabolizzata principalmente a livello epatico dal CYP3A4. Il composto viene ossidato in n-dimetilatione e idrossilato in posizione 14 a livello epatico. Sono stati identificati 7 metaboliti della claritromicina, ma il principale è la 14-idrossiclaritromicina (epimero S ed epimero R).
Viene eliminata mediante urine e feci.
| H. influenzae                         | > 32 µg/mL |
| S. aureus                             | < 2 µg/mL  |
| S. pyogenes, S. pneumoniae, H. pylori | > 1 µg/mL  |

### Farmacodinamica
Il composto risulta attivo contro:
- batteri gram-positivi aerobici: S. aureus, S. pneumoniae, S. pyogenes
- batteri gram-negativi aerobici: H. influenzae, H. parainfluenzae, M. catarrhalis
- H. pylori
- Mycobacterium avium complex (MAC): M. avium, M. intracellulare
- atri batteri: M. pneumoniae, C. pneumoniae

Studi in vitro dimostrano anche la sua attività nei confronti di:
- batteri gram-positivi aerobici: S. agalactiae, Streptococci dei gruppi C, F, G
- batteri gram-positivi anaerobici: C. perfringens, P. niger, P. acnes
- batteri gram-negativi aerobici: B. pertussis, L. pneumophila, P. multocida
- batteri gram-negativi anaerobici: P. melaninogenica

Come tutti i macrolidi agisce mediante inibizione della sintesi proteica batterica legandosi al dominio V dell'RNA ribosomiale 23s della subunità ribosomiale 50s, inoltre inibisce la P-glicoproteina 1 e attiva il citocromo P450 3A4. Il legame con la subunità inibisce l'attività della peptidiltransferasi e interferisce con la traslocazione degli amminoacidi durante la sintesi proteica. Può avere un effetto batteriostatico o battericida in base al tipo di batterio e alla concentrazione del farmaco.

### Effetto del composto ed usi clinici
L'uso della claritromicina può portare a variazioni nei seguenti esami di laboratorio:
- aumento dell'SGPT
- aumento dello SGOT

La claritromicina è indicata per il trattamento di:
- adulti: faringite, tonsillite, sinusite acuta, riacutizzazioni della bronchite cronica, polmonite acquisita in comunità, impetigo, erisipela, follicolite, foruncolite, infezione micotica disseminata, infezione da H. pylori, ulcera duodenale associata a infezioni da H-pylori, infezioni micobatteriche localizzate o disseminate, infezioni da M. avium in pazienti affetti da HIV, gengivite, paradontite, infezioni dentali acute e ascesso dentale.
- bambini: faringite, tonsillite, polmonite acquisita in comunità, sinusite acuta, otite media acuta, infezione cutanea e infezione micotica disseminata.

#### Utilizzo off-label nell'ipersonnia idiopatica
In un test in vitro la claritromicina ha dimostrato di normalizzare il sistema GABAergico dei pazienti con ipersonnia idiopatica per cui è stata fatta anche una piccola sperimentazione clinica. È importante notare che l'effetto positivo della claritromicina è dovuto a un suo effetto secondario come antagonista del recettore GABAA e non al suo effetto antibiotico, perciò il farmaco mantiene la sua efficacia solo durante il periodo di assunzione"

### Tossicologia
Il composto è considerato teratogeno e xenobiotico.

### Controindicazioni ed effetti collaterali
Se ne sconsiglia l'uso in gravidanza, specialmente nel primo trimestre, se non dopo attenta valutazione del rapporto rischio/beneficio. Gli effetti collaterali più comuni sono: dolore addominale, diarrea, nausea, vomito e perversione del gusto a cui si aggiungono:
| Classificazione                        | Molto comune                | Comune                                     | Non comune | Rara |
| -------------------------------------- | --------------------------- | ------------------------------------------ | --- | --- |
| Infezioni e infestazioni               |                             |                                            | Cellulite, candidiasi, gastroenteriti, infezioni, infezione vaginale                                                                                                   | Colite pseudomembranosa, erisipela |
| Patologie del sistema emolinfopoietico |                             |                                            | Leucopenia, neutropenia, trombocitemia, eosinofilia | Agranulocitosi, trombocitopenia |
| Disturbi del sistema immunitario       |                             |                                            | Anafilassi, ipersensibilità | Anafilassi, angioedema |
| Disturbi metabolici                    |                             |                                            | Anoressia, riduzione dell'appetito | |
| Disturbi psichiatrici                  |                             | Insonnia                                   | Ansia, nervosismo | Disturbo psicotico, stato confusionale, depersonalizzazione, depressione, disorientamento, allucinazione, sogni anormali, mania                                                     |
| Patologie del sistema nervoso          |                             | Disgeusia, cefalea                         | Sincope, discinesia, vertigini, sonnolenza, tremore | Convulsioni, ageusia, parosmia, anosmia, parestesia |
| Patologie dell'orecchio                |                             |                                            | Vertigine, udito compromesso, acufene | Sordità |
| Patologie cardiache                    |                             |                                            | Arresto cardiaco, fibrillazione atriale, prolungamento dell’intervallo QT del tracciato elettrocardiografico, extrasistoli, palpitazioni                               | Torsione di punta, tachicardia ventricolare, fibrillazione ventricolare |
| Patologie vascolari                    |                             | Vasodilatazione                            | | Emorragia |
| Patologie respiratorie                 |                             |                                            | Asma, epistassi, embolia polmonare | |
| Patologie gastrointestinali            |                             | Dispepsia                                  | Esofagite, malattia da reflusso gastroesofageo, gastrite, proctalgia, stomatite, glossite, distensione dell’addome, costipazione, bocca secca, eruttazione, flatulenza | Pancreatite acuta, alterazione del colore della lingua, alterazione del colore dei denti                                                                                            |
| Patologia epatobiliari                 |                             | Test di funzione epatica anormale          | Colestasi, epatite, alanina amminotrasferasi aumentata, aspartato amminotrasferasi aumentata, gammaglutamiltransferasi aumentata                                       | Insufficienza epatica, ittero epatocellulare |
| Patologie della pelle                  |                             | Eruzione cutanea, iperidrosi               | Dermatite bollosa, prurito, orticaria, esantema maculopapulare | Sindrome di Stevens-Johnson, necrolisi epidermica tossica, eruzione da farmaci con eosinofilia e sintomi sistemici (DRESS), acne, pustolosi esantematica acuta generalizzata (AGEP) |
| Patologie muscolari                    |                             |                                            | Spasmi muscolari, rigidità muscoloscheletrica, mialgia | Rabdomiolisi, miopatia |
| Patologie renali e urinarie            |                             |                                            | Creatinina ematica aumentata, urea ematica aumentata | Insufficienza renale, nefrite interstiziale |
| Patologie sistemiche                   | Flebite in sede d'iniezione | Dolore e infiammazione in sede d'iniezione | Malessere, piressia, astenia, dolore toracico, brividi, affaticamento                                                                                                  | |

### Interazioni
Il farmaco può interagire con: teofillina, carbamazepina, terfenadina, omeprazolo, ranitidina, esomeprazolo, zidovudina, didanosina, fluconazolo, ritonavir, anticoagulanti orali, digossina, colchicina, eritromicina, antiartmici, ergotamina/diidroergotamina, benzodiazepine, viagra.

## Impatto ambientale
Viene rilasciato nell'ambiente attraverso il sistema fognario. La pressione di vapore stimata per il composto (2.3x10-25 mm Hg a 25 °C) indica che qualora il composto venga rilasciato nell'atmosfera esisterà unicamente nella frazione di particolato venendo rimossa attraverso deposizione umida e asciutta. Dato lo spettro UV in metanolo si pensa che il composto possa subire fotolisi diretta alla luce solare. Qualora venga rilasciato nel suolo si stima che abbia una bassa mobilità (Koc = 150). La pKa indica inoltre che il composto è presente nell'ambiente unicamente come catione (sia nel suolo che in acqua) che viene facilmente assorbito da terreni ricchi di carbonio organico e risulta poco volatile in terreni umidi. In acqua il composto viene assorbito nei solidi sospesi e nei sedimenti. Il composto ha un fattore di bioconcentrazione (BCF) pari a 56, pertanto è potenzialmente bioaccumulabile negli organismi acquatici in maniera. Studi indicano che la popolazione può entrare in contatto con il composto attraverso contatto dermico con acqua inquinata.
In ambiente aerobico, una concentrazione di claritromicina pari a 2,43 mg/L raggiunge il BOD teorico in 14-28 giorni. Il composto è stato rinvenuto in campioni di acque superficiali provenienti da:
- Paesi Bassi (1996 -2005) -> 10 e 30 ng/
- Germania:
  1. fiume Elbe (1998) -> ≤30 ng/L
  2. tributari del Saale -> 40 ng/L
  3. tributari del Mulde -> <30 ng/L
- Italia:
  1. Lambro -> 8,3 ng/L
  2. Po -> 1,6 ng/L